# قشلاق حاجی نصیر
قشلاق حاجی نصیر، روستایی در دهستان اصلاندوز شرقی بخش مرکزی شهرستان اصلاندوز در استان اردبیل ایران است.

## جمعیت
بر پایه سرشماری عمومی نفوس و مسکن در سال ۱۳۹۵، جمعیت این روستا برابر با ۱۷۱ نفر (۴۶ خانوار) بوده‌است.